# 南海乡
南海乡是中国福建省福州市平潭县下辖的一个乡。

## 行政区划
南海乡下辖以下地区：
陈厝村、莲澳村、西门村、江尾村、后坑村、北楼村和南中村。